# Gert Jan van Woudenberg
Gert Jan van Woudenberg (Medan, 14 juli 1951) is een voormalige Nederlandse roeier. Hij vertegenwoordigde Nederland eenmaal bij de Olympische Spelen, maar won hierbij geen medailles.
Zijn olympisch debuut maakte hij op 25-jarige leeftijd zijn olympisch debuut op de Olympische Spelen van 1976 in Montreal. Met een tijd van 6.53,55 werd hij als boeg bij de vier met stuurman in de kleine finale vierde. Hiermee behaalde de Nederlandse boot een tiende plaats overall.
Hij was lid van de Delftsche Studenten RoeiVereeniging LAGA. Hij is de broer van olympisch roeier Jan-Willem van Woudenberg.

## Palmares

### roeien (vier met stuurman)
- 1976: 10e OS - 6.53,55

Martin Baltus · 
Adrie Klem · 
Evert Kroes · 
Gert Jan van Woudenberg · 
Jos Ruijs (stuurman)